# ملعب الملك فلم الثاني
ملعب الملك فيلم الثاني هو ملعب كرة قدم يقع بمدينة تيلبورخ بهولندا، و هو الملعب الرسمي لنادي فيلم 2 تيلبورخ، الملعب يتسع لأكثر من 14.637 مقعد، كان قد بني سنة 1995 و أعيد تشييده سنة 2000.
الملعب سمي تشريفا لاسم فيلم الثاني ملك هولندا.